# WISE 1800+0134
WISEP J180026.60+013453.1(名稱縮寫為W1800+0134)是一顆位於蛇夫座光譜類型為L7.5的棕矮星，距離地球約25.4光年。

## 物理特性
WISEP J180026.60+013453.1的溫度約為1430K，光度為10−4.5 ± 0.3 太陽光度 (估計值基於物體的光譜等級(L7.5))。根據該溫度確定的質量估計值為0.04、0.05、和0.074。無論如何都低於氫燃燒極限，這意味著WISEP J180026.60+013453.1不是一顆真正的恆星，而只是一顆亞星體，也就是棕矮星。